# Fountain Place
Fountain Place
O Fountain Place é um arranha-céu de 62 andares e 219 m (720 ft) de altura, localizado em Dallas, Texas. Atualmente é o 5º maior edifício de Dallas, e o 15º maior edifício do Texas.

## História
A Tenet Healthcare anunciou em 2008 que estava mudando das áreas suburbanas do norte de Dallas para o Fountain Place devido aos altos preços da gasolina e à revitalização do centro de Dallas. Trevor Fetter, presidente e diretor executivo da empresa, creditou ao Dallas Area Rapid Transit Light Rail e o conceito de uma localização urbana para sua decisão de se mudar para o centro de Dallas. 

### Atentado
Em 24 de setembro de 2009, o FBI prendeu Hosam Maher Husein Smadi da Jordânia, de 19 anos, por uma suposta tentativa de bombardear o edifício. Smadi estava morando e trabalhando na Italy, Texas e estava sob investigação do FBI por algum tempo.

## Design
Os planos originais para o projeto era previsto a construção de duas torres gêmeas, com a segunda torre girada a 90 graus do original, iria ser construída em um bloco adjacente, mas com o colapso do setor de petróleo, banco e setor imobiliário do Texas e o escândalo de poupança e empréstimo na década de 1980, fez com que o projeto não fosse concluído. O prédio foi projetado pelos premiados arquitetos Pei Cobb Freed & Partners, com Henry N. Cobb como parceiro de design e foi concluído em 1986. As fontes de paisagem e homenagem foram projetadas por Dan Kiley. 
O edifício é conhecido por sua arquitetura única - foi projetado como um prisma grande e multifacetado. Seus vários lados inclinados fazem com que o edifício tenha um perfil completamente diferente  todas as direções. 